# Annavasal
Annavasal is een panchayatdorp in het district Pudukkottai van de Indiase staat Tamil Nadu. 

## Demografie
Volgens de Indiase volkstelling van 2001 wonen er 7.630 mensen in Annavasal, waarvan 49% mannelijk en 51% vrouwelijk is. De plaats heeft een alfabetiseringsgraad van 67%.